# Zozulînți, Zalișciîkî
Zozulînți (în ucraineană Зозулинці) este localitatea de reședință a comunei Zozulînți din raionul Zalișciîkî, regiunea Ternopil, Ucraina.

## Demografie
Componența lingvistică a localității Zozulînți
     Ucraineană (99,3%)
     Alte limbi (0,7%)
Conform recensământului din 2001, majoritatea populației localității Zozulînți era vorbitoare de ucraineană (99,3%), existând în minoritate și vorbitori de alte limbi.